# Euagra caerulea
Euagra caerulea là một loài bướm đêm thuộc phân họ Arctiinae, họ Erebidae.